# Manuel Cortés Aragón
Manuel Cortés Aragón  (Sádaba, 2 de junio de 1782 – Madrid, 13 de marzo de 1845) fue un hacendista y político español.  

## Biografía
Oficial mayor de la Secretaría de Estado y Despacho de Hacienda, después director de Liquidación de la Deuda Pública. Fue además Secretario del Rey, con ejercicio de Decretos y vocal de la Junta de Aranceles. Entre el 28 de abril de 1823 y el 12 de mayo de ese mismo año, ya al final del Trienio liberal fue interinamente ministro de Hacienda.  